# Dubai Sports City
Dubai Sports City (DSC) là một khu phức hợp thể thao đa địa điểm ở Dubai, Các tiểu Vương quốc Ả Rập Thống nhất, được phát triển bởi Dubai. Nó cung cấp các cơ sở dân cư, bán lẻ, giải trí... Nó được xây dựng xung quanh năm địa điểm thể thao lớn và có một số học viện thể thao. Nằm trên đường Mohammad Bin Zayed, khu dân cư của dự án bao gồm các tòa nhà chung cư, nhà phố và biệt thự ở trung tâm. Dubai Sport Citycó ba khu dân cư riêng biệt: Canal Residence, Victory Heights và Gallery Villas.

## Khu thể thao
Dubai Sports City có các khu phức hợp thể thao sau:
- Sân vận động Cricket Quốc tế Dubai, sân vận động cricket có sức chứa 25.000 chỗ ngồi, thường được gọi là Ring of Fire.
- Trường bóng đá Tây Ban Nha, dưới sự chỉ đạo của huyền thoại Real Madrid Míchel Salgado và đội huấn luyện viên quốc tế nổi tiếng của mình, trường Bóng đá Tây Ban Nha làm việc với hơn 700 trẻ em từ 5–16 để tăng tính kỹ thuật và kỹ năng để giúp các em chơi bóng đá theo cách của Tây Ban Nha. Huấn luyện viên trưởng của các trường bóng đá Tây Ban Nha là Inaki Beni, một huấn luyện viên UEFA Pro, từng là huấn luyện viên trưởng của các đội U9, U11, U12 và U13 của Real Madrid.
- Học viện ICC, cơ sở vật chất này bao gồm hai sân chơi CC Academy Ground và ICC Ground Ground 2 cùng với tòa nhà và sân của Học viện ICC, nơi cung cấp các cơ sở đào tạo trong nhà và ngoài trời. Chúng bao gồm các công cụ công nghệ cho vận động viên bóng gỗ và vận động viên cricket. Học viện ICC là khu liên hợp đào tạo duy nhất ở bất cứ nơi nào trên thế giới cung cấp các sân vận động Nam Á, Anh và Úc.
- Công viên Rugby, sân vận động bóng rugby 5000 chỗ ngồi. Đây là sáng kiến thể thao mới nhất của Dubai Sports City, công viên Rugby cung cấp các tiện ích hiện đại, được xây dựng nhằm mục đích cho người chơi, huấn luyện viên, trọng tài ở mọi cấp độ. Công viên Rugby trong tương lai cũng sẽ tự hào với một phòng tập thể dục hiệu suất cao, khu thể thao đẳng cấp thế giới và các cơ sở phục hồi chức năng cũng như một phòng khám y tế thể thao đầy đủ.
- Sân golf Câu lạc bộ Els, đây là sân golf đầu tiên trên thế giới và cũng là sân golf đầu tiên được thiết kế bởi Ernie Els ở Trung Đông. Khóa học kết hợp một sân golf theo phong cách liên kết với thiết kế truyền thống 'thời đại cổ điển' có tính năng lăn nhẹ từ nơi đánh golf với khe dốc xanh dốc và cỏ tại hố trũng.

Sự kiện
- Sự kiện cuối cùng của DUBAi Open Asian Tour được tổ chức năm 2014
- Đồng tổ chức lễ khánh thành và mùa giải thứ hai của giải Pakistan Super League với các sân vận động đã bán hết vé.
- UAE-Leg vào năm 2014.
- Tổ chức 2 trận ODI giữa Pakistan và Úc từ ngày 22 đến 24 tháng 4 năm 2009.[2]
- Tổ chức 2 trận đấu Twenty20 giữa Pakistan và New Zealand từ 12 đến 13 tháng 11 năm 2009.[3]
- Tổ chức 2 buổi hòa nhạc Ấn Độ vào ngày 1 và 2 tháng 11 năm 2009.
- Tổ chức 2 trận đấu giữa hai nước và Pakistan từ 13 đến 14 tháng 2 năm 2010.
- Câu lạc bộ Els tổ chức Callaways Odyssey.[4]
- Dubai Sports City tổ chức vòng loại World Twenty20 vào tháng 2 năm 2010.[5][6]
- Đã tổ chức 3 trận ODI giữa Pakistan và Nam Phi từ ngày 2 đến ngày 8 tháng 11 năm 2010.
- Tổ chức trận đấu thử nghiệm giữa Pakistan và Nam Phi vào ngày 12 tháng 11 năm 2010.
- Vào năm 2014, giải đấu Indian Premier League 2014 được tổ chức tại sân vận động cùng với Sân vận động Cricket Zayed Sheikh và Sân vận động Hiệp hội Cricket Sharjah.

## Các học viện
- Học viện ICC là một học viện cricket giúp người chơi, huấn luyện viên, umpires, curators và quản trị viên tập trung vào sự tiến bộ, đào tạo và thành tích.
- Trường bóng đá Tây Ban Nha tương đương như một học viện bóng đá. Nó được điều hành bởi anh hùng bóng đá Tây Ban Nha Michel Salgado.
- Học viện Rugby là một học viện bóng rugby. Nó tập trung vào sự phát triển tài năng trong tất cả các nhóm tuổi và các tiêu chuẩn và bao gồm câu lạc bộ ưu tú và cấp độ quốc tế.
- Học viện Bơi lội. Đây là cơ sở bơi lội đầu tiên ở Các Tiểu vương quốc Ả Rập thống nhất có khả năng huấn luyện hiệu suất cao cho môn thể thao này.
- Trường Golf Butch Harmon là học viện golf. Nó được điều hành bởi Butch Harmon, người được coi là huấn luyện viên golf giỏi nhất thế giới.

## Hình ảnh

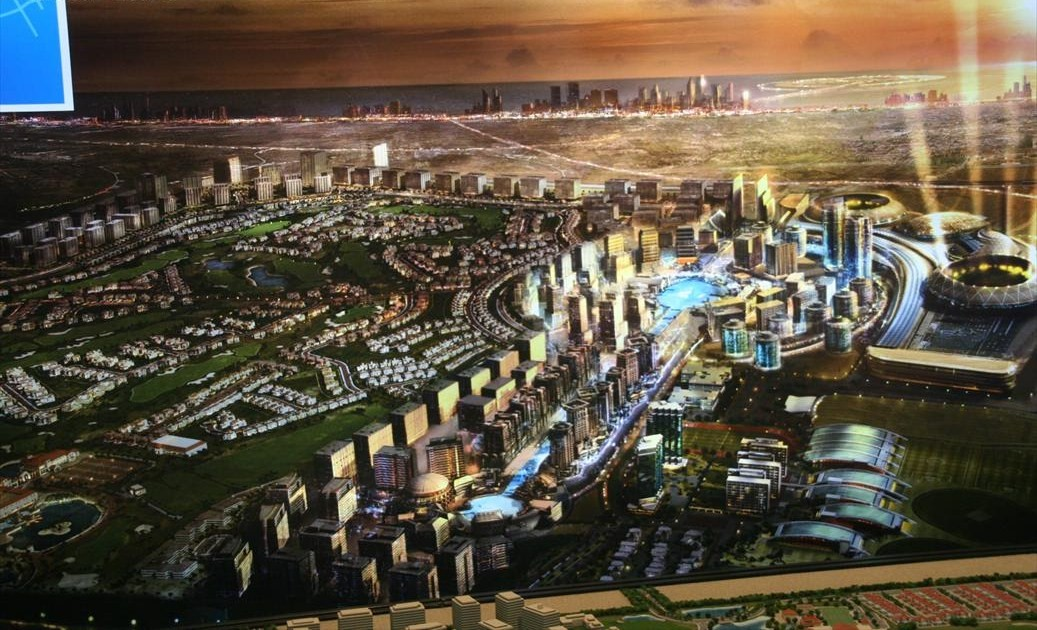
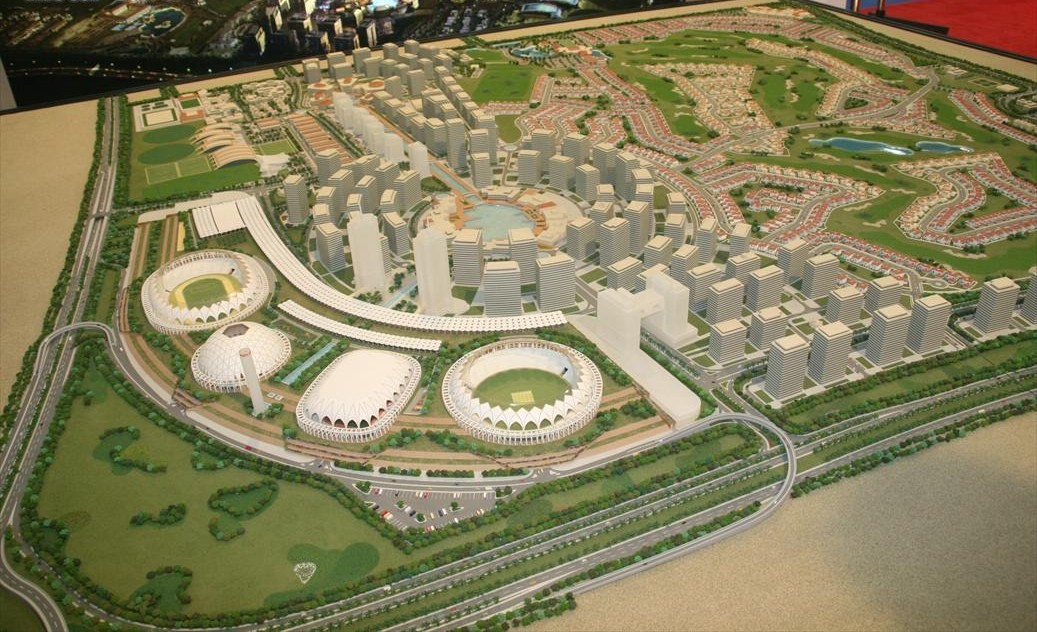
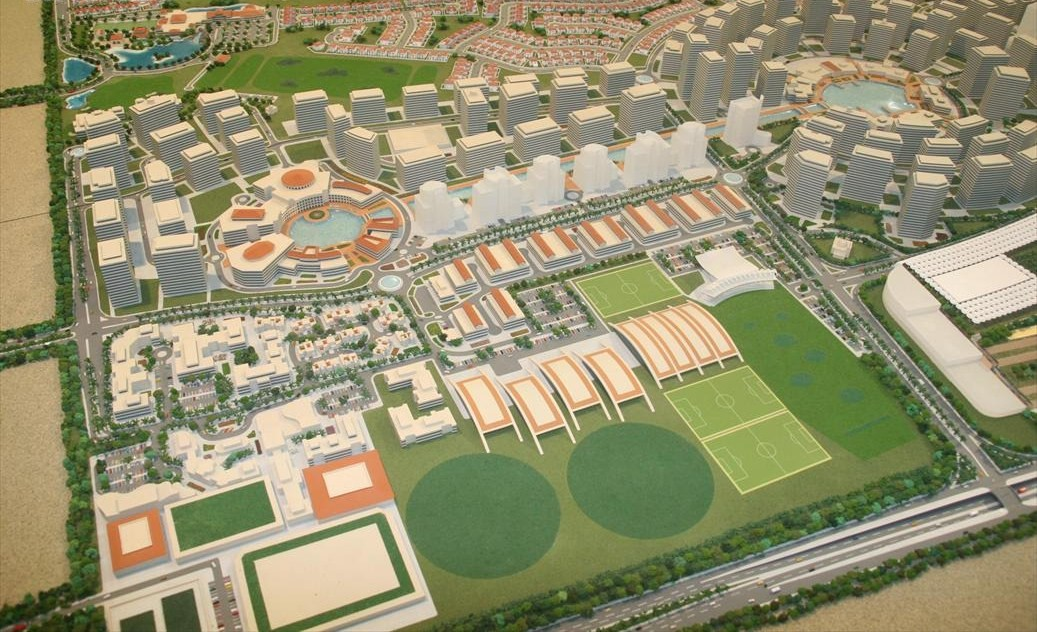
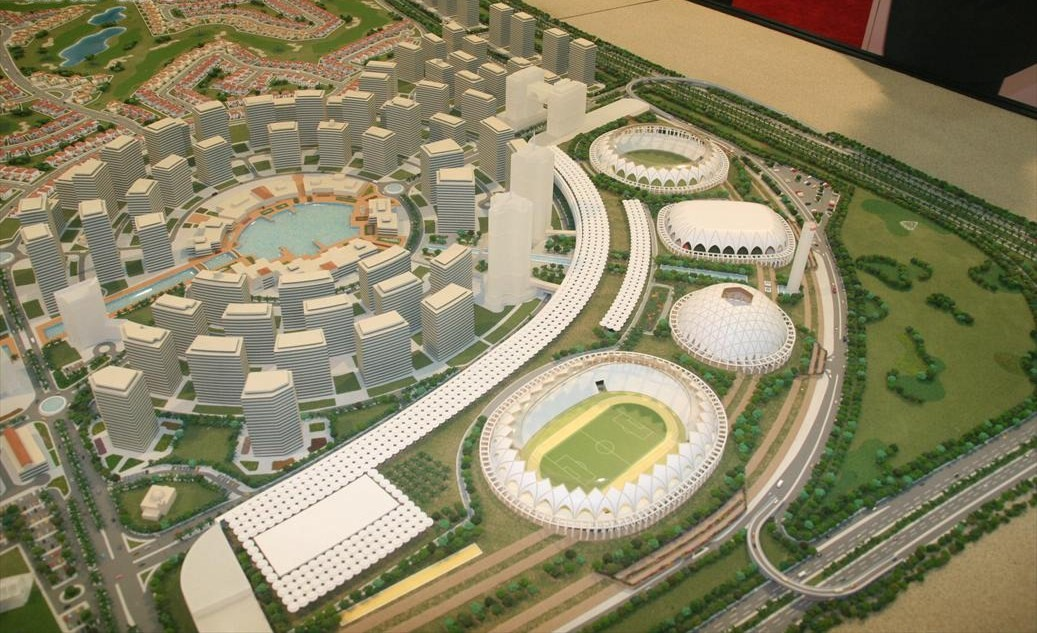

Mô hình Dubai Sports City